# Kultura ceramiki impresso-cardium

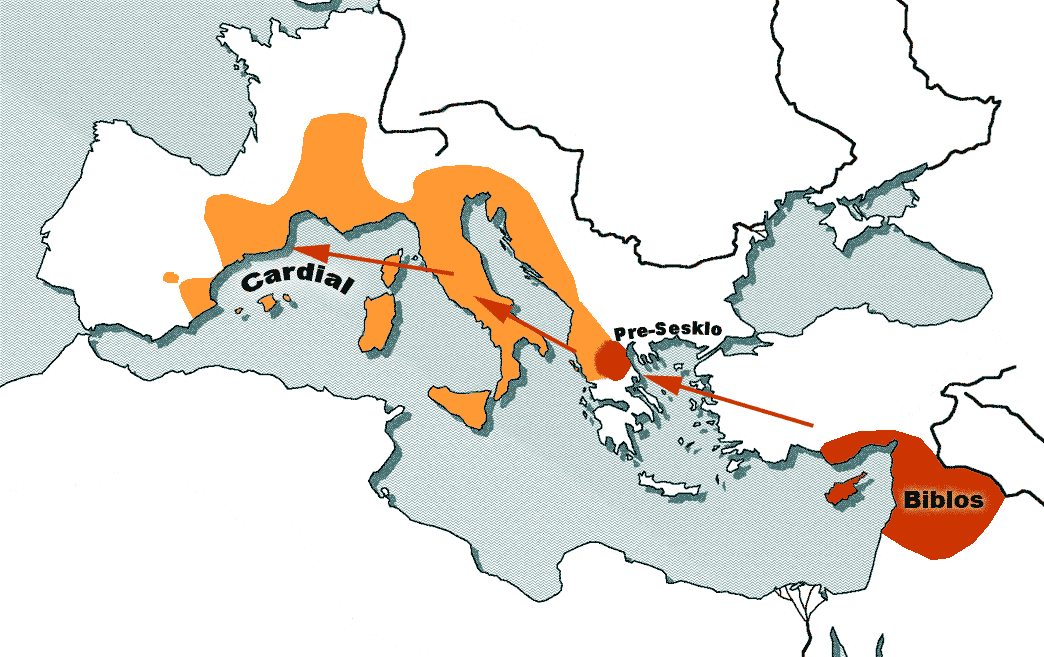
Orientacyjny zasięg ceramiki impresso-cardium

Kultura ceramiki impresso-cardium – krąg archeologicznych kultur epoki neolitu z terenów wybrzeży południowo-zachodniej Europy datowany na VII do V tysiąclecia p.n.e. Jedna z pierwszych kultur neolitycznych Europy. Nazwa pochodzi od charakterystycznego sposobu zdobienia glinianych naczyń poprzez odciskanie krawędzi muszli sercówki jadalnej "cardium".
Występowanie w izolowanych grupach świadczy o rozprzestrzenianiu się drogą morską. W płd.-wsch. Włoszech grupa Molfetta, na Sycylli grupa Stentinello. Obszary płn.-zach. Włoch i Płd. Francji tworzą ciągłe pasmo kulturowe, na obszarze Hiszpanii wyodrębnia się grupę Montserrat. Kultura sięgała do Portugalii.